# OMX Helsinki 25
OMX-H25 (OMX Helsinki 25) es el principal índice bursátil de la Bolsa de Helsinki (Finlandia) que está formado por los 25 valores con el mayor volumen de negociación, también llamado OMX 25.
Se representa con la letra H que da significado a Helsinki para diferenciarse de los principales índices OMX Stockholm 30 (OMX-S30) de la Bolsa de Estocolmo (Suecia) y el índice OMX Copenhague 25 (OMX-C25) de la Bolsa de Copenhague (Dinamarca). 

## Composición
OMX Helsinki 25 está compuesto por las siguientes empresas a 11 de julio de 2023:
| Nombre         | Sector                    | Sede      | Peso en el índice (%) | Logo |
| -------------- | ------------------------- | --------- | --------------------- | ---- |
| Cargotec       | Maquinaria industrial     | Helsinki  | 1,2                   |      |
| Elisa          | Telecomunicaciones        | Helsinki  | 4,6                   |      |
| Fortum         | Útiles eléctricos         | Espoo     | 3,6                   |      |
| Huhtamäki      | Embalajes                 | Espoo     | 2,0                   |      |
| Kesko          | Alimentación al por menor | Helsinki  | 3,2                   |      |
| Kojamo         | Inmobiliaria              | Helsinki  | 0,9                   |      |
| KONE           | Maquinaria industrial     | Espoo     | 9,8                   |      |
| Konecranes     | Maquinaria industrial     | Hyvinkää  | 1,5                   |      |
| Metsä Board    | Industria básica          | Espoo     | 0,8                   |      |
| Metso          | Maquinaria industrial     | Helsinki  | 4,7                   |      |
| Neste Oil      | Petróleo y gas            | Espoo     | 9,0                   |      |
| Nokia          | Tecnología                | Espoo     | 10,9                  |      |
| Nokian Renkaat | Neumáticos                | Nokia     | 0,7                   |      |
| Nordea         | Banca                     | Estocolmo | 10,6                  |      |
| Orion          | Farmacéutica              | Espoo     | 2,6                   |      |
| Outokumpu      | Acero                     | Espoo     | 1,2                   |      |
| Qt Group       | Software                  | Helsinki  | 0,9                   |      |
| Sampo          | Seguros                   | Helsinki  | 9,3                   |      |
| SSAB           | Acero                     | Estocolmo | 0,5                   |      |
| Stora Enso     | Papelera                  | Helsinki  | 4,2                   |      |
| Telia Company  | Telecomunicaciones        | Estocolmo | 0,2                   |      |
| Tieto          | Tecnología                | Helsinki  | 1,5                   |      |
| UPM            | Papelera                  | Helsinki  | 10,1                  |      |
| Valmet         | Maquinaria industrial     | Espoo     | 2,6                   |      |
| Wärtsilä       | Maquinaria industrial     | Helsinki  | 3,3                   |      |